# Performismus
Performismus byl směr v biologii, jenž věřil, že ontogeneze je jen zvýrazněním toho, co je v zárodku odjakživa, nevzniká nic nového. Embryo má tedy již od začátku stejnou strukturu, jako dospělý jedinec. Performisté dále věřili, že věci nevznikají z ničeho, tzn. neexistuje samoplození z neživých věcí (někt. performisté však věří v samoplození ze živých tkání).
Patřili sem např. Francesco Redi (17. stol.) nebo Georges Cuvier (přelom 18. a 19. stol.) a jeho teorie kataklyzmat. Moderní biologie s objevem embryonální regulace myšlenku performismu vyvrátila.Proti performismu vystoupil například William Harvey (1578-1657), objevitel krevního oběhu. Svou parafrází "omne vivium ex ovo" (vše živé pochází z vejce) na Horatiův výrok Harvey anticipoval vznik embryologie.